# Helyesírás (Osiris)
A Helyesírás az Osiris Kiadó 2004-ben (majd kisebb javításokkal 2005-ben és 2006-ban) megjelent kézikönyve a magyar helyesírásról, A Magyar Nyelv Kézikönyvtára című tízrészes sorozat első kötete (ISBN 9633895413, ISBN 9789633895412).
Frissített, a 2015-ös szabályzathoz igazított új kiadása 2025. március 13-án jelent meg.

## Szerzői
Szerzője dr. Laczkó Krisztina, az ELTE Bölcsészettudományi Kara Mai Magyar Nyelvi Tanszékének adjunktusa és az MTA Magyar Nyelvi Bizottságának tagja, valamint dr. Mártonfi Attila, az MTA Nyelvtudományi Intézetének munkatársa.

## Jellemzői
A kötet két fő részre tagolódik: Tanácsadó (420 oldal) és Szótár (1077 oldal). Első része az 1984-es szabályzat (11. kiadás) alapján igazít el a helyesírás kérdéseiben, második része pedig az eddigi két legátfogóbb gyűjteménynél közel másfélszer bővebb, 213 974 szóalakot és kifejezést tartalmazó példatárral szolgál. A kötetet irodalomjegyzék, glosszárium és tárgymutató egészíti ki.
Jelentősége abban áll, hogy a helyesírás számos olyan kérdésével részletesen foglalkozik, amit a szabályzat csak érintőleg vagy egyáltalán nem említ, és amire eddig csak nyelvtudományi szaklapokból vagy egyedi tanácskérés útján lehetett választ találni. (Az Irodalomjegyzék sorolja fel azt a több mint kétszáz forrást az egyes helyesírási területek szerint – nyelvtudományi szakkönyveket és cikkeket –, amelyekre épített.) A jelenségeket korszerű szemlélettel és példaanyaggal tárgyalja; a valamilyen szempontból különleges szócsoportokat és a kivételeket átfogó listákban sorolja fel (l. alább).

### A szabályzathoz és a helyesírási szótárhoz való viszonya
Bár maga nem az Akadémiai Kiadó kiadványa, mindkét szerzője az MTA Nyelvtudományi Intézetének munkatársa: Laczkó Krisztina tagja, Mártonfi Attila állandó meghívottja a helyesírási bizottságnak. Az MTA Magyar Nyelvi Bizottságának két elismert tagja, Fábián Pál és Szathmári István lektorálta; ajánlásuk a kötet hátsó borítóján olvasható. A kötet teljes egészében az AkH 11. kiadására épül (sőt azt az MHSZ-nél szigorúbban követi); csak olyan helyeken tér el tőle a szakirodalom alapján, ahol az nem adott kellően kidolgozott eligazítást: ezekre az esetekre új javaslatokat vetett föl, amelyeket a szabályzat új kiadásának készítésekor figyelembe vesznek.
Az MTA Nyelvtudományi Intézete Nyelvművelő Osztályának GYIK-je szerint az OH „minden ellenkező híresztelés ellenére hiteles (nemcsak azért, de azért is, mert az akadémiai kiadás szerzői lektorálták)”, közönségszolgálatuk ezt a kötetet is alapul veszi a tanácsadásnál. Az egyik szerző, Mártonfi Attila, egy fórumos hozzászólásában úgy fogalmazott: (az OH) „felül nem írta, inkább annotálta” (a szabályzatot).
A példaanyagban előfordulnak elvétve eltérések a Magyar helyesírási szótártól: ezek elsősorban abból adódnak, hogy a korszerű adatkezelési eljárások és a szakirodalom áttekintő feldolgozása révén jobban ki tudták szűrni a hibákat, következetlenségeket, illetve hatékonyabban tudták érvényesíteni a szabályzatban lefektetett elveket (például a hatszótag-szabályt). A felmerült eltéréseket azonban szándékosan nem kívánták összegyűjteni (a helyesírási szótárak eltéréseiből adódó lehetséges problémákra Dede Éva hívta fel a figyelmet az Édes Anyanyelvünk c. folyóiratban).

## A Tanácsadó rész fejezetei
- Általános tudnivalók
- A betűk (a magánhangzók és a mássalhangzók írása)
- A betűrendbe sorolás (a magyar és latin betűrend, a bibliográfiai tételek betűrendje)
- A hangjelölés (alapelvek, a magánhangzók és a mássalhangzók jelölése, hangjelölés magyar családnevekben)
- Különírás – egybeírás (az összetett szavak keletkezésének okai, mellérendelő és alárendelő összetett szavak, a morfológiai típusú és a hagyományosan szervetlennek nevezett összetételek, a szótagszámlálás szabálya, a mozgószabályok, a tulajdonnevet, ill. rövidítést, betűszót, valamint idegen írásmódú előtagot tartalmazó összetételek, szaknyelvi külön‑ és egybeírási szabályok)
- A kezdőbetű
- A tulajdonnevek (a névterjedelem jelölése, az állandóság kritériuma, a személynevek, az állat‑ és tárgynevek, a földrajzi nevek, a csillagászati elnevezések, az intézménynevek, a márkanevek, a kitüntetések és díjak elnevezései, a címek)
- Az idegen szavak és nevek írása (a magyaros és az idegenes írásmód sajátosságai, átírás idegen írásrendszerű nyelvekből – szerb, japán, kínai, cirill betűs szláv nyelvek, ógörög, újgörög, koreai, héber és jiddis, arab, szanszkrit –, toldalékok kapcsolása, az idegen írásmódú előtagot tartalmazó összetételek)
- Az elválasztás (a szótagolás szerinti elválasztás, az összetett szavak elválasztása, nehézséget okozó elválasztások, tipográfiai konvenciók az elválasztásban)
- Az írásjelek (az írásjelhasználat kötelezőségi szabályai, az írásjelek formai jellemzői, a térköz mint tagolóeszköz, az írásjelhasználat részletes szabályai – a mondatnál nagyobb egységek, a mondatok, a tagmondatok és a szókapcsolatok írásjelezése, az idézés, a szavakon belüli írásjelhasználat, a toldalékok kapcsolása –, egyéb írásjelhasználati tudnivalók)
- Rövidítések és mozaikszók (a valódi rövidítések, nagybetűk használata a valódi rövidítésekben, jelszerű rövidítések; a mozaikszók: betűszók, szóösszevonások és egyéb mozaikszók)
- A számok, a keltezés és a címzés (a számok számjegyekkel való írása, a számok betűvel való írása, a keltezés, a címzés és a számok írásának egyéb szabályai)

## Felsorolások
A kötet az alábbi témákban közöl (túlnyomórészt átfogó) felsorolásokat:
- az idegen mellékjeleket bemutató lista (37. o.);
- a tő belseji hosszú magánhangzót toldalék előtt megrövidítő, illetve megőrző tőszavak (53–54. o.);
- az idegen képzők előtti magánhangzó-rövidülés bemutatása, valamint az ez alóli kivételek (55–56. o.);
- az ingadozó kiejtésűnek ítélt szavak (56–57. és 60–61. o.);
- az i-re végződő földrajzi nevek -i képzős alakja (59. o.);
- összetéveszthető szópárok (61–62. o.);
- a szótárban megtalálható összes ly-os írásmódú szó (65–67. o.);
- a különféle szótári alakváltozatok (40., 70.);
- az -ll képzős igék (71. o.);
- az igei alaptagú állandósult szókapcsolatok és az ezekből képzett főnévi származékok (93–96. o.);
- az Igei igenévi alanyos összetett szavak (103–104. o.);
- az állandósult szókapcsolatokból képzett hagyományos összetételek (105–106.);
- az önálló használatban nem létező magyar és idegen összetételi előtagok (111–113. és 129–130. o.);
- az igekötők (122–123. o.);
- a személynévi előtagú összetételekből egy nagyobb mutatvány (167–169. o.);
- a tulajdonnevek köznevesült formái (172. és 209–210. o.);
- az ország- és államnevek, valamint ezek rövidülései (180–184. és 380–384. o.);
- a legnagyobb tájegységek neve (195. o.), a bonyolultabb helyesírású magyar helységnevek (196–197. o.) és Budapest városrésznevei (198–199. o.);
- a csillagképek elnevezései (213–214. o.);
- az állami díjak és kitüntetések elnevezései (228. o.);
- a legnagyobb példányszámú magyar nyelvű lapok címei (233–238. o.);
- a kétféleképpen elválasztható idegen összetételek listája (287–288. o.);
- rövidítésjegyzék (360–374. o.), a szótárban található mozaikszavak jegyzéke (391–402. o.) és mutatvány a szóösszevonások közül (404–407. o);
- a vegyjelek (378. o.), a mértékegységek rövidítései (386–388. o.) és a matematikai jelek (388–389. o.);
- a római számok (412–414. o.).

Illusztrációként szerepel továbbá:
- a bibliográfiai betűrendet bemutató részlet (33. o.);
- a betűzéshez mintát adó táblázat (38. o.);
- az összetett szavak rendszerének, valamint az alárendelő összetételek és szókapcsolatok összefüggéseinek megértését segítő táblázat (90–91. o.);
- szótári mutatvány az állandósult jelzős szerkezetek és a főnévi jelzős szerkezetek illusztrálásához (108–111. és 114–117. o.);
- az összetett mondatok írásjelezését bemutató táblázat (319–321. o.);
- a helységnevek típusainak, az utcaneveknek és a földrajzi közneveknek összegző felsorolása (178–180. és 184–186. o.);
- az idegen szavak magyar és idegen írásmódjában eligazító diagram (243. o.).

(A fenti lista jórészt az Előszóból származik, a kötet 11. oldaláról.)